# Relations entre l'Argentine et l'Inde
Les relations entre l'Argentine et l'Inde sont les relations bilatérales de la république argentine et de la république de l'Inde. L'Argentine a une ambassade à New Delhi et un consulat général à Bombay, tandis que l'Inde a une ambassade à Buenos Aires. Les deux pays sont membres du Groupe des vingt, du Groupe des vingt-quatre et du Groupe des 77.

## Histoire

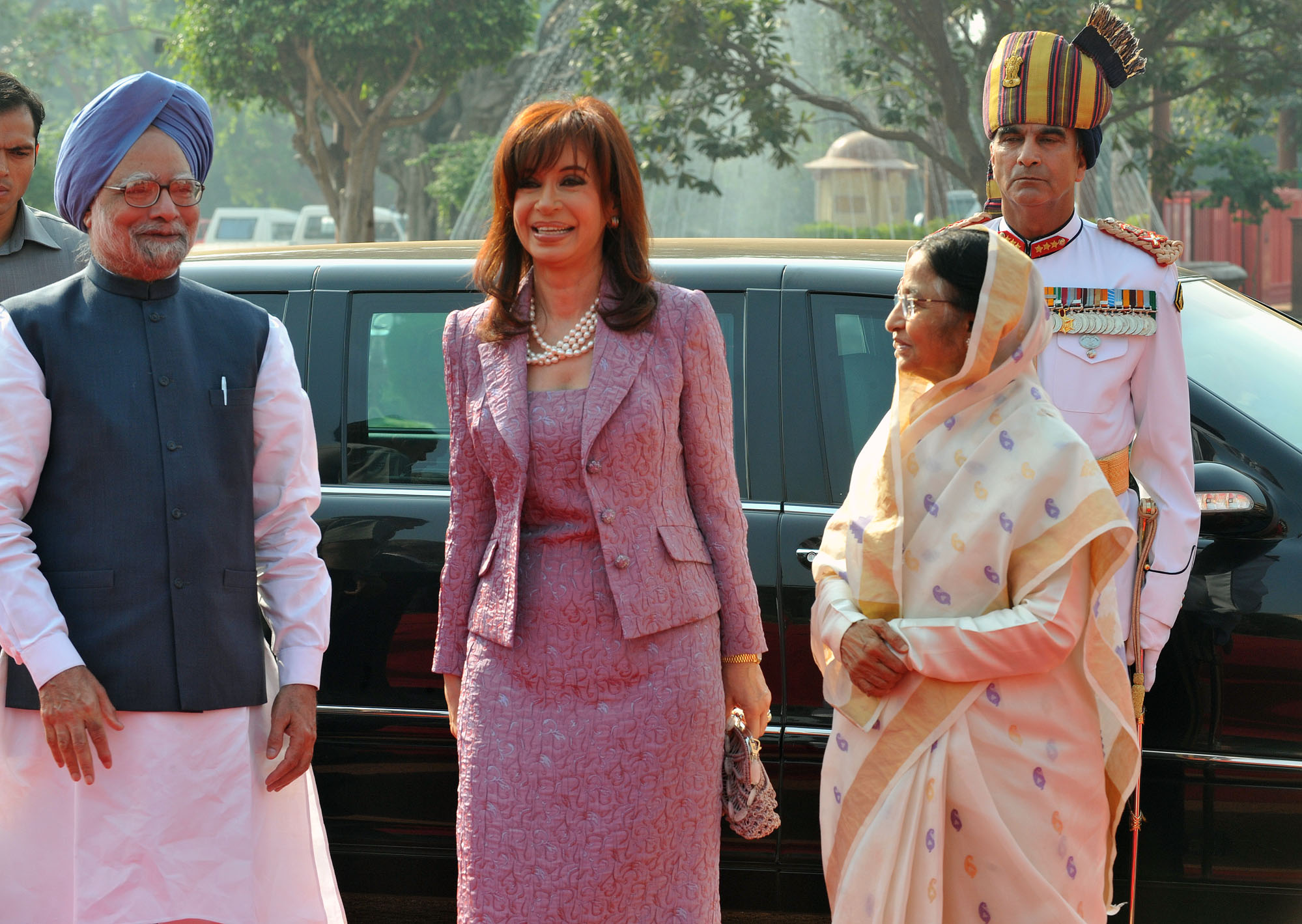
La Présidente Cristina Kirchner avec le Premier ministre Manmohan Singh et la Présidente Pratibha Patil.

Rabindranath Tagore a visité l'Argentine en 1924. Il y resta deux mois en tant qu'invité de Victoria Ocampo. Tagore a écrit une série de poèmes sous le titre « Purabi » sur son séjour en Argentine. Victoria Ocampo a reçu un doctorat honorifique de l'université Viswa-Bharati en 1968.
L'Inde a ouvert une délégation commerciale à Buenos Aires en 1943. Celle-ci a été transformée en ambassade le 3 février 1949. L'Argentine avait établi un consulat à Calcutta dans les années 1920. En 1950, il a été transféré à New Delhi en tant qu'ambassade. L'Argentine a ouvert un consulat général à Bombay en avril 2009. 
Le président argentin Arturo Frondizi s'est rendu en Inde en décembre 1961, la première visite d'État d'un président argentin. Le président Reynaldo Bignone s'y est rendu en 1983 pour assister au sommet du Mouvement des pays non alignés. Le président Raul Alfonsin a été l'invité principal du Jour de la République en 1985. Le président Carlos Menem s'est rendu en Inde en mars 1994 et la présidente Cristina Kirchner en octobre 2009.
En 1968, Indira Gandhi est devenue le premier Premier ministre indien à se rendre en Argentine,. Le président Zail Singh a visité le pays en avril 1984. P. V. Narasimha Rao s'est rendu en Argentine en 1995 pour participer au sommet du G-15.

## Relations économiques
Plusieurs entreprises indiennes telles que TCS, Wipro, CRISIL, Bajaj, Cellent, Cognizant Technologies, United Phosphorus Ltd (UPL), Synthesis Quimica, Glenmar et Godrej opèrent en Argentine. Elles emploient 7 000 Argentins à partir de 2013. L'Oil and Natural Gas Corporation a signé un protocole d'accord avec Enarsa pour de possibles coentreprises en Argentine pour l'exploration pétrolière. Parmi les entreprises argentines opérant en Inde figurent IMPSA, Biosidus et BAGO. L'investissement indien dans le pays s'est élevé à 930 millions de dollars en 2013. L'investissement argentin en Inde s'est élevé à 120 millions de dollars en 2013.